# Cenni di Francesco di ser Cenni
Cenni di Francesco (Firenze, notizie 1369 – 1415 circa) è stato un pittore e miniatore italiano.

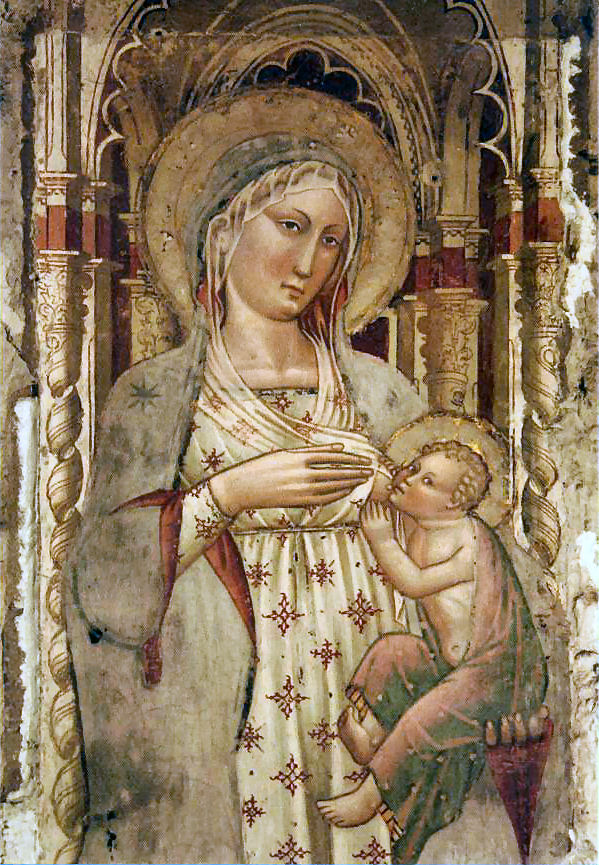
Madonna col Bambino, affresco, Certaldo, pieve di San Lazzaro a Lucardo

La prima notizia riguarda la sua immatricolazione presso l'Arte dei Medici e Speziali nel 1369.
Influenzato dallo stile del cosiddetto Maestro della Misericordia e di Giovanni del Biondo, fu anche collaboratore di quest'ultimo.
Pittore assai prolifico sia a Firenze che nel contado, di lui restano numerosissime testimonianze artistiche.

## Prime opere note
L'opera più antica conosciuta risulta essere un trittico con Madonna tra i santi Cristoforo e Margherita che si conserva nella chiesa di San Cristoforo in Perticaia, nel comune di Rignano sull'Arno: sullo scalino del trono possiamo leggere  "ANNO DOMINI MCCCLXX DIE X MENSIS JULII TEMPORE PRESBITERO PETRO RECTOR ISTIUS ECCLESIE HOMINES ET PERSONAS SOCIETATIS SANCTE MARIE DE SANCTO CRISTOFORO FECIT FIERI HOC OPUS" . Grazie a questa iscrizione possiamo datare l'opera al 1370.
A Empoli nel Museo della collegiata di Sant'Andrea si conservano due tavolette (cm 66x26) provenienti dalla collezione Raimondo Cannoni con Santa Lucia, santa Caterina di Alessandria e un'altra santa e Sant'Onofrio, sant'Antonio e san Martino di Tours: databili al 1370 - 1375 le due tavolette facevano parte di un piccolo trittico la cui parte centrale è andata dispersa.

## A Certaldo
Il Museo di arte sacra di Certaldo conserva ben tre opere di Cenni, conferma della sua copiosa attività. 
La più antica è una tavola cuspidata con una Crocifissione con i dolenti, santa Caterina di Alessandria e san Miniato (?), proveniente dalla pieve di San Lazzaro a Lucardo e, ancor prima dall'oratorio di San Pietro a Tugiano (fino al 1917). La datazione dovrebbe cadere nel quinquennio 1385-1390.
Un'altra opera molto simile per il soggetto a quella di Tugiano (si tratta di una Crocifissione), ma più tarda (1400 ca.), che si conserva al Museo dell'Opera del Duomo di Prato, è stata avvicinata alla produzione di Cenni, ma solitamente si considera l'autore come un pittore assai più raffinato.
Nel Museo di Certaldo si conservano anche due affreschi staccati provenienti dalla chiesa di San Martino a Maiano, più tardi dalla precedente tavola (1405 - 1410), con San Martino e santa Caterina di Alessandria, parzialmente ridipinto in epoca successiva, e Madonna col Bambino raffigurata nell'atto di allattare ed inserita in un trono architettonico di gusto tardo gotico.
Coevi alla tavola con la Crocifissione di Tugiano (1385 - 1390) sono alcuni affreschi realizzati sui pilastri con figure di santi che si possono ammirare all'interno della pieve di San Lazzaro a Lucardo. Nella navata sinistra invece si trova una venerata Madonna col Bambino del tipo iconografico della Madonna del latte, soggetto che lo stesso autore riproporrà con poche varianti qualche anno dopo (1405 - 1410) nel già citato affresco del Museo di arte sacra di Certaldo.

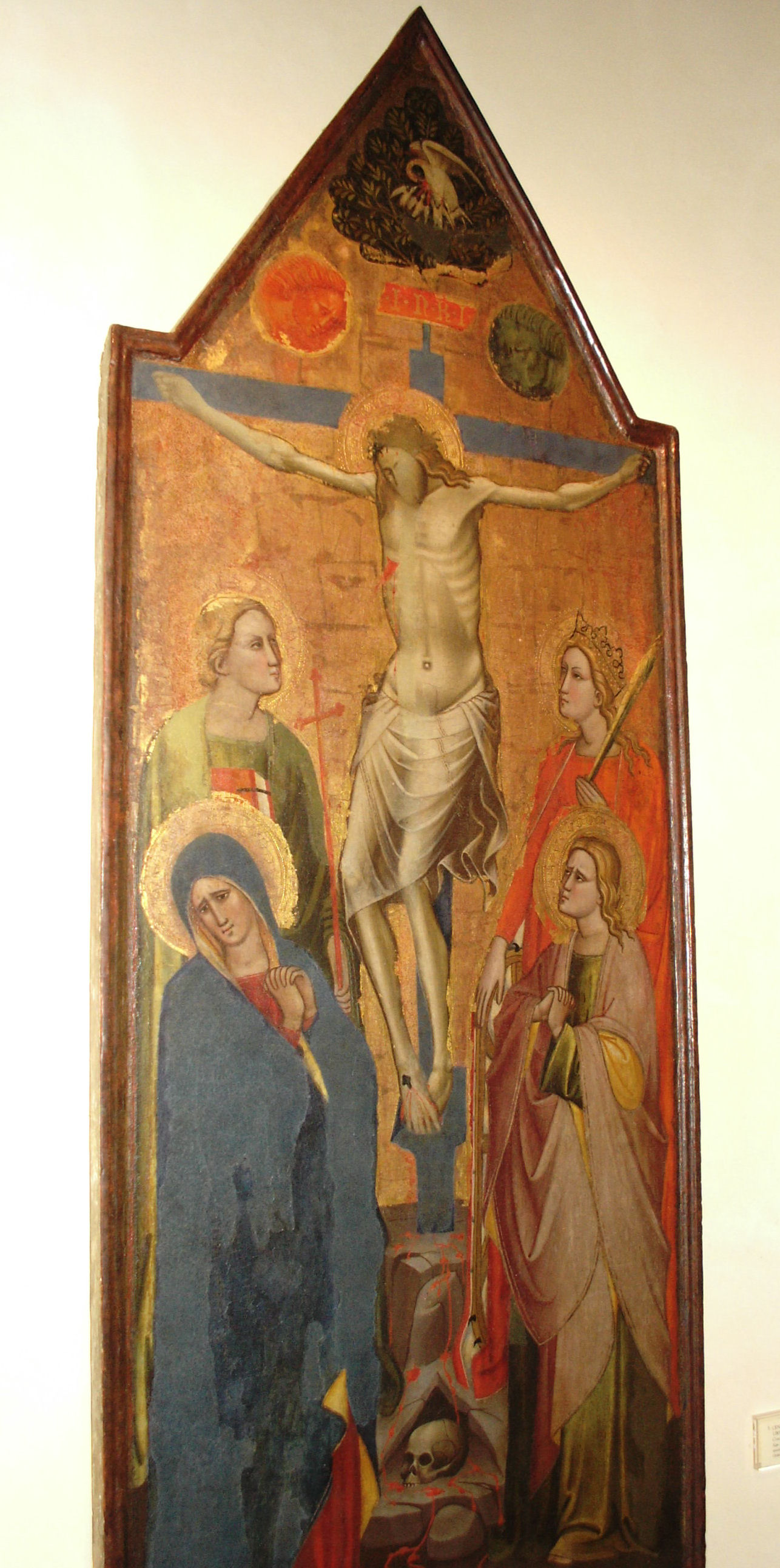
Crocifissione con i dolenti, santa Caterina di Alessandria e san Miniato (?), Certaldo, Museo di arte sacra, 1385 - 1390
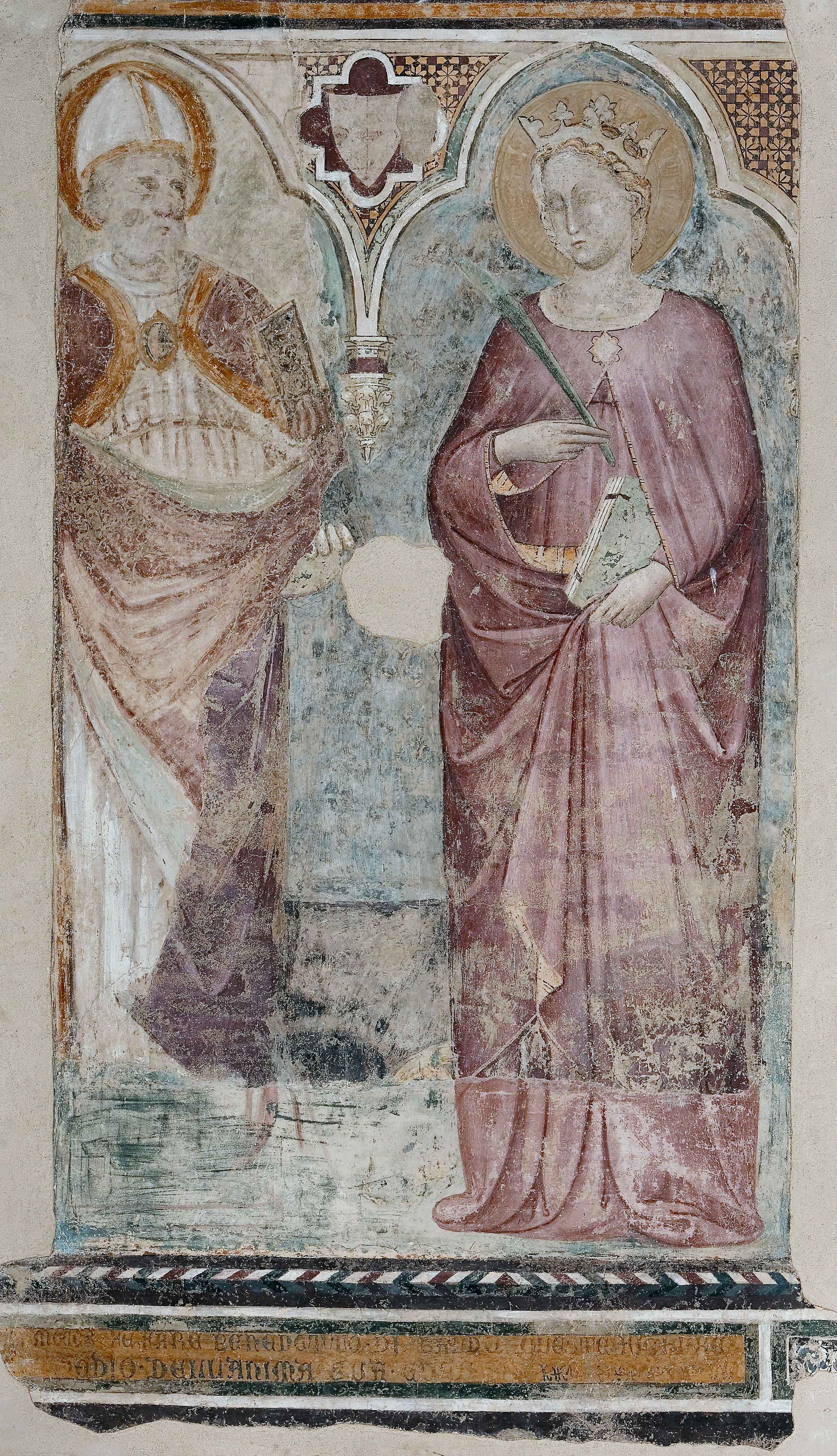
San Martino e santa Caterina di Alessandria, Certaldo, Museo di arte sacra, 1405 - 1410
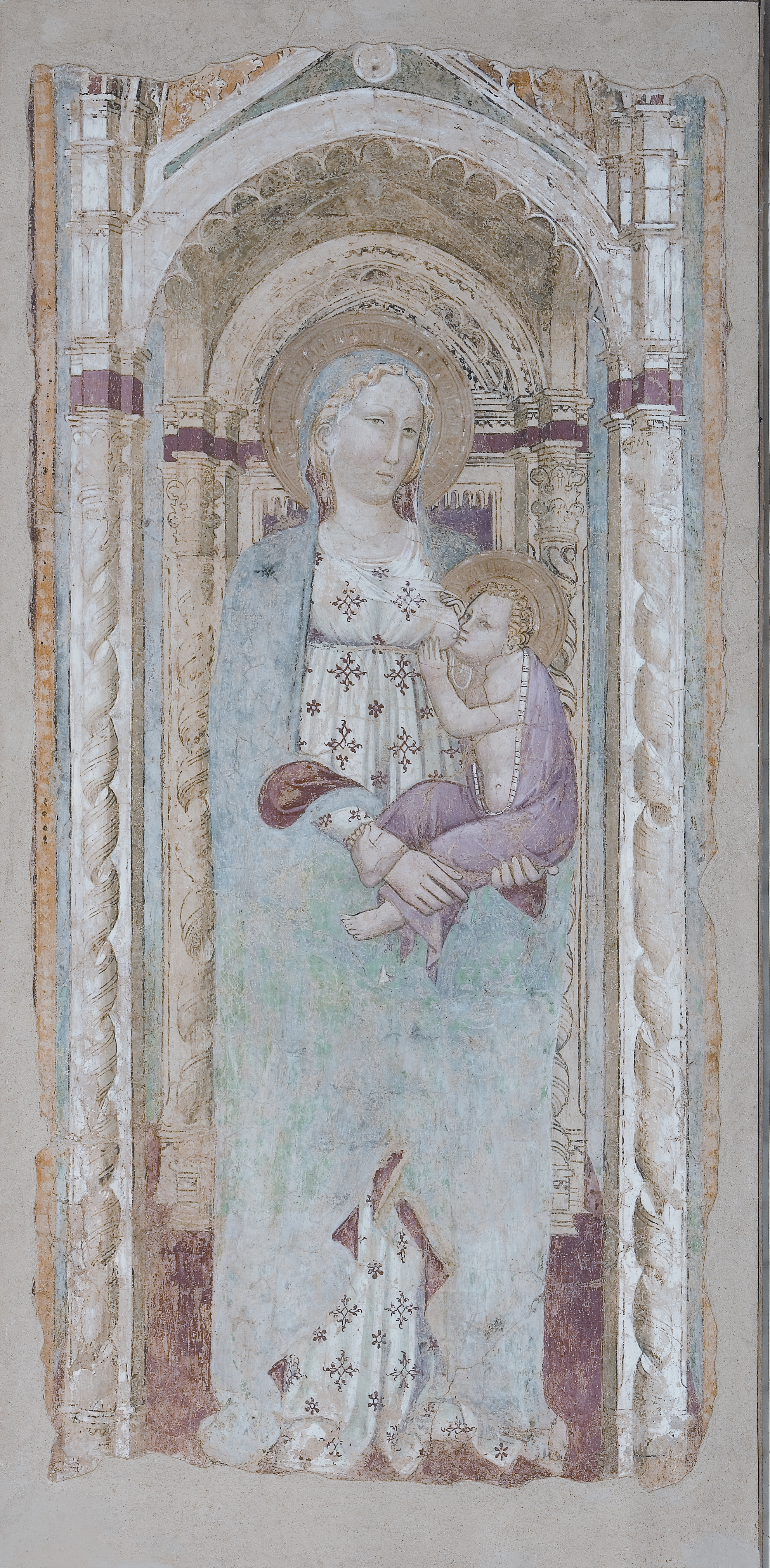
Madonna col Bambino, Certaldo, Museo di arte sacra, 1405, 1410

## Gli anni tra il 1385 e il 1400

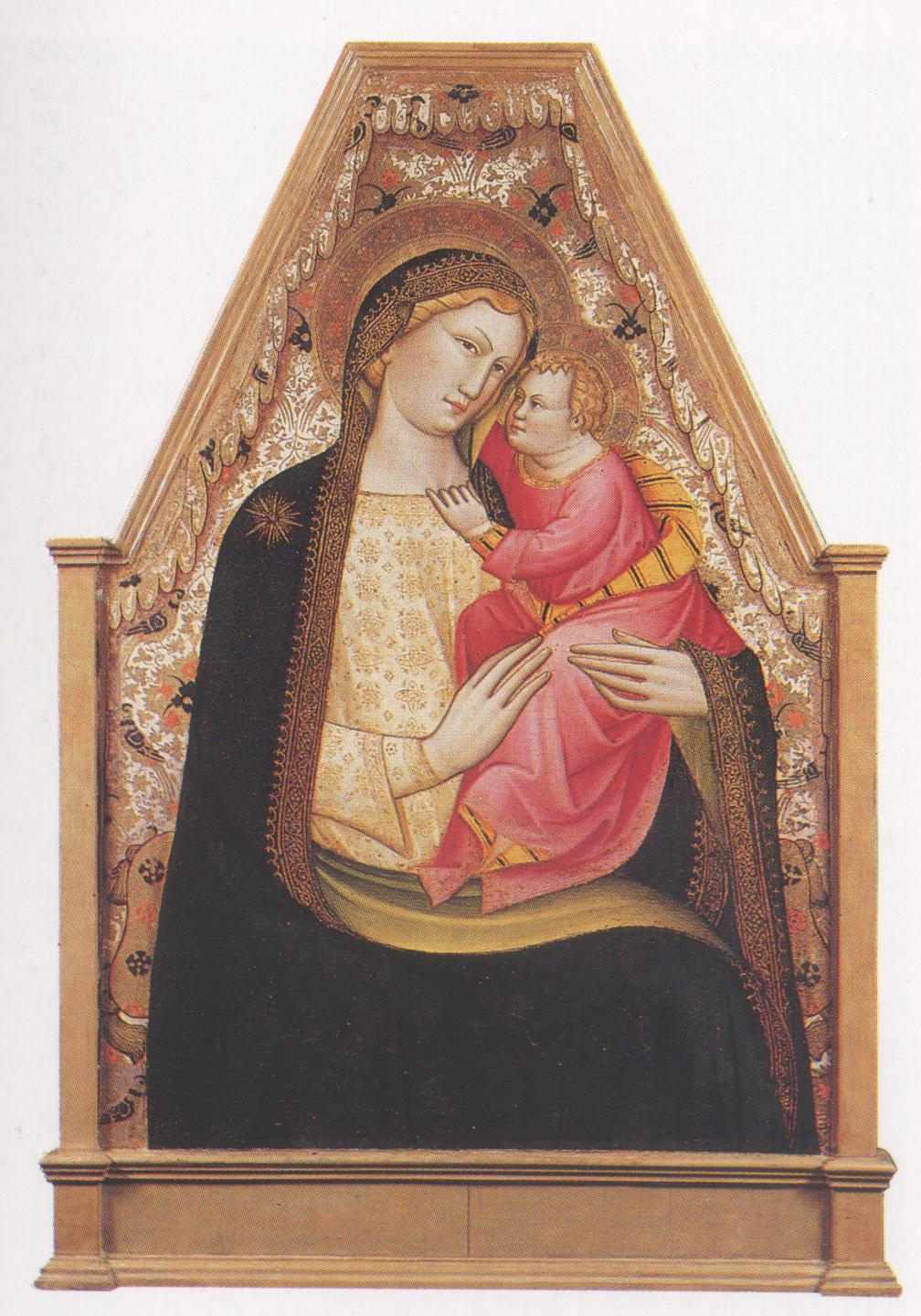
Madonna col Bambino, San Casciano in Val di Pesa, Museo di San Casciano

Sempre riferibile al periodo 1385 - 1390 è una tempera su tavola con una Pentecoste (cm 175x78) con nella predella una Dormitio Virginis (cm 25x78), conservata nella Sala della Canonica della Pieve di San Martino a Sesto Fiorentino.
Nel Museo di San Casciano di San Casciano in Val di Pesa si conserva una deliziosa Madonna col Bambino (1390 - 1395), proveniente dalla chiesa di San Martino ad Argiano. Il suo eccezionale stato di conservazione ha fatto sì che per anni fosse utilizzata presso la scuola di restauro della Fortezza da Basso di Firenze come modello di studio e di copia.
In collaborazione col Maestro della Madonna Lazzeroni nel 1393 eseguì nel Palazzo Comunale di San Miniato una Vergine col Bambino circondata da personificazioni di Virtù.
Al Museo di arte sacra di Montespertoli si conserva un Trittico (1400), proveniente dalla Chiesa di San Giusto a Montalbino.: nell'iscrizione in basso si può infatti leggere  "MCCCC - FE - FARE - BICCI - D'ANDREA". Questo dipinto fu commissionato da Bicci d'Andrea e raffigura: 
- parte centrale, Madonna del latte tra santa Lucia e san Giusto;
- nelle tre formelle delle cuspidi, San Gabriele Arcangelo annunciante, Gesù Cristo benedicente e Madonna annunciata;
- nella predella, Sant'Antonio Abate, San Lorenzo, Gesù Cristo in pietà, un santo vescovo e Santa Caterina d'Alessandria.

L'opera è una ennesima testimonianza della cultura tardo gotica del nostro artistica legato anche agli stilemi di Agnolo Gaddi.

## A Castelfiorentino
Nel primo decennio del Quattrocento Cenni è attivo a Castelfiorentino, dove all'interno della Chiesa di San Francesco realizza alcuni affreschi purtroppo frammentari nonostante i restauri. L'affresco con la Trinità è stato staccato e collocato nel Museo di Santa Verdiana, non essendo più possibile la ricollocazione in loco .
Staccato per il restauro, ma ricollocato nella sua sede originaria nella Cappella della Concezione è l'opera con San Francesco che consegna la regola con i Segni della Passione e le tre virtù monastiche 
Sempre a Castelfiorentino si conserva un'altra opera di Cenni: si tratta di un affresco raffigurante una Madonna col Bambino ubicato in Casa Fortini.

## A Volterra
Nella Pinacoteca di Volterra si conservano due opere attribuite a Cenni di Francesco.
- La prima è un grande polittico (cm 169 x 197) con Madonna in trono col Bambino e angeli tra i santi Nicola e Jacopo (a sinistra) e Cristoforo e Antonio (a destra), dipinto per la chiesa di Sant'Agostino a Volterra e datato al 1408.[9] (Nella medesima chiesa si conserva ancora un affresco con una Madonna col Bambino sempre del nostro pittore).
- La seconda opera è un tabernacolo proveniente dal conservatorio di San Lino, dipendente dalla chiesa di San Pietro in Selci. Si tratta di un'opera particolare dove la pittura, la parte spettante al nostro pittore, con i due Dolenti in adorazione della Crocifisso, si mescolava alla plastica: il Crocifisso, probabilmente in legno o in stucco, è andato perduto. Non tutta la critica è concorde nell'assegnazione a Cenni: sono stati fatti i nomi di Alvaro Pirez e del Maestro di Borgo alla Collina. La datazione sarebbe molto tarda per quanto riguarda le note biografiche in nostro possesso circa la vita di Cenni: 1425 - 1430 ca.[10]

Sempre a Volterra nella chiesa di San Michele Arcangelo vi è un affresco denominato la Madonna del Riscatto, solitamente riferito al nostro pittore.

### LeStorie della Croce(1410)

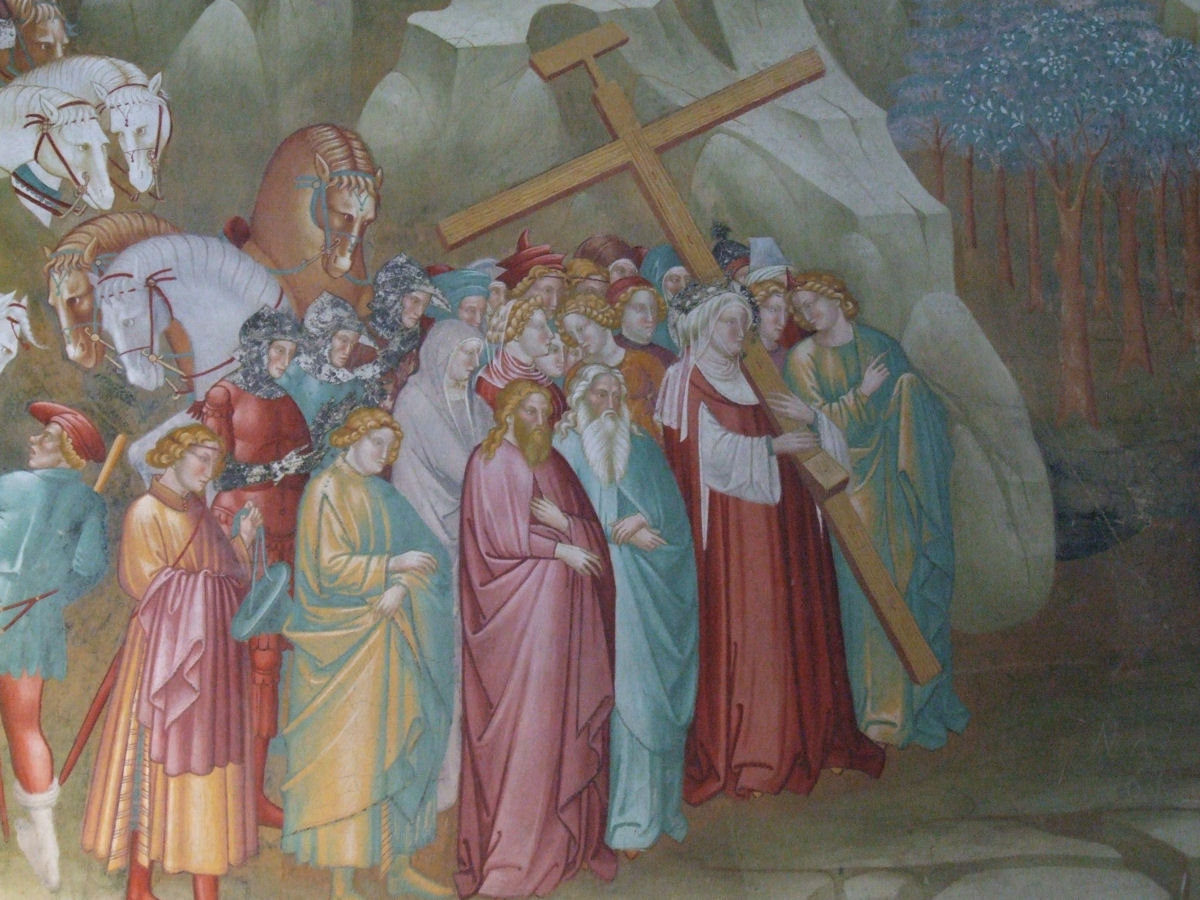
Cappella della Croce di Giorno

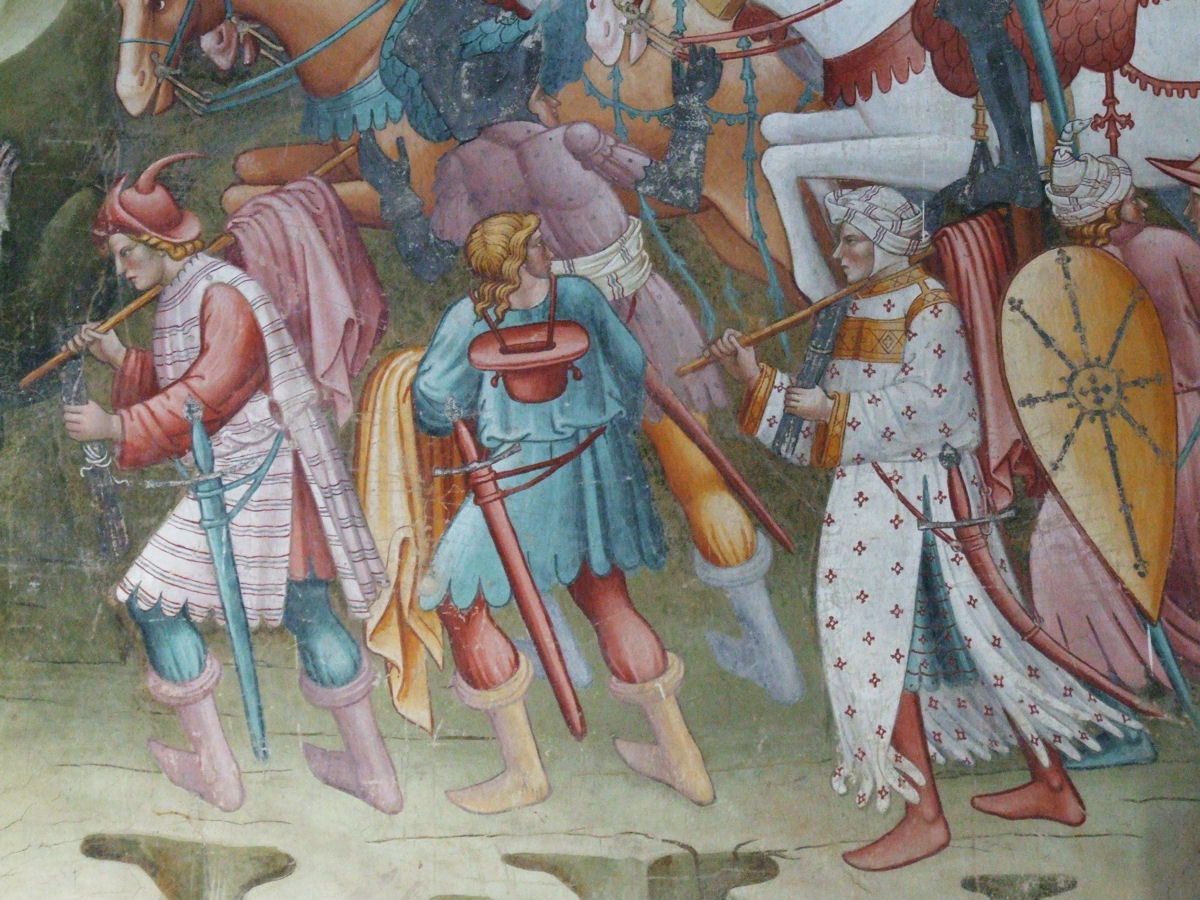
Cappella della Croce di Giorno

Si tratta di un vasto ciclo a fresco dipinto da Cenni nel 1410 a Volterra nella Cappella della Croce di Giorno, adiacente alla Chiesa di San Francesco: non si tratta dell'opera più importante del nostro pittore a Volterra, ma di tutta la sua produzione artistica.
La fonte dell'iconografia fu la Legenda Aurea di Iacopo da Varazze, ma Cenni si ispirò anche al ciclo di Agnolo Gaddi nella cappella maggiore della chiesa di Santa Croce a Firenze.
Le Storie della Croce consistono in otto riquadri che si susseguono in due registri in sequenza butrofedica: la sequenza parte dalla prima campata, lunetta della parete destra, per proseguire verso destra a livello delle altre lunette; a questo punto si scende nel registro inferiore e si procede al rovescio (verso sinistra) fino a tornare al di sotto della prima lunetta della parete destra della prima campata da cui la lettura era partita.
Le scene raffigurate nell'ordine di lettura sono:
- La morte di Adamo
- L'adorazione del legno della Croce da parte della regina di Saba
- La Fabbricazione della Croce
- Il Rinvenimento della Croce
- L'Adorazione della Croce
- Il Trafugamento della Croce da parte di Cosroe
- L'Adorazione di Cosroe
- Il Sogno di Eraclio
- La Battaglia sul Danubio
- Il Trionfo della Croce
- La Decapitazione di Cosroe

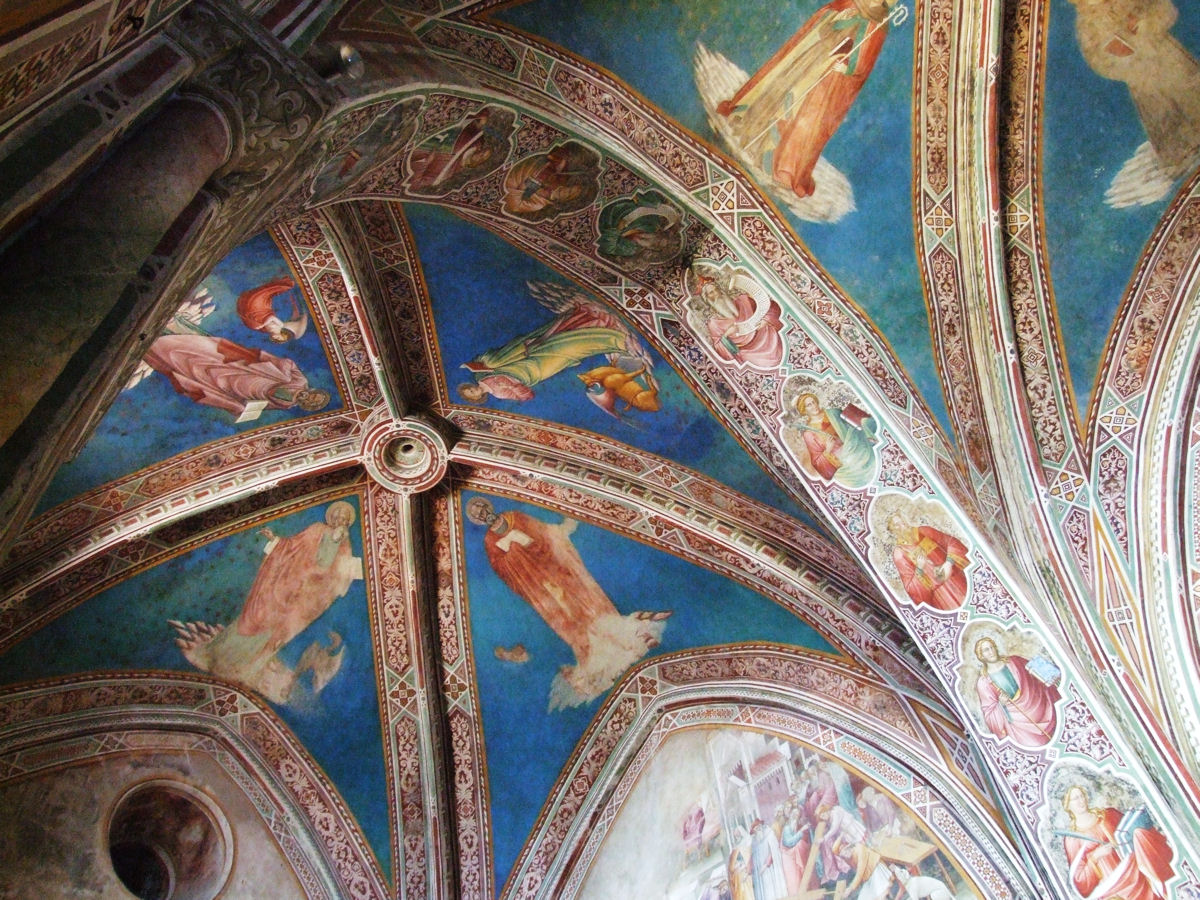
Particolare con la volta della prima campata
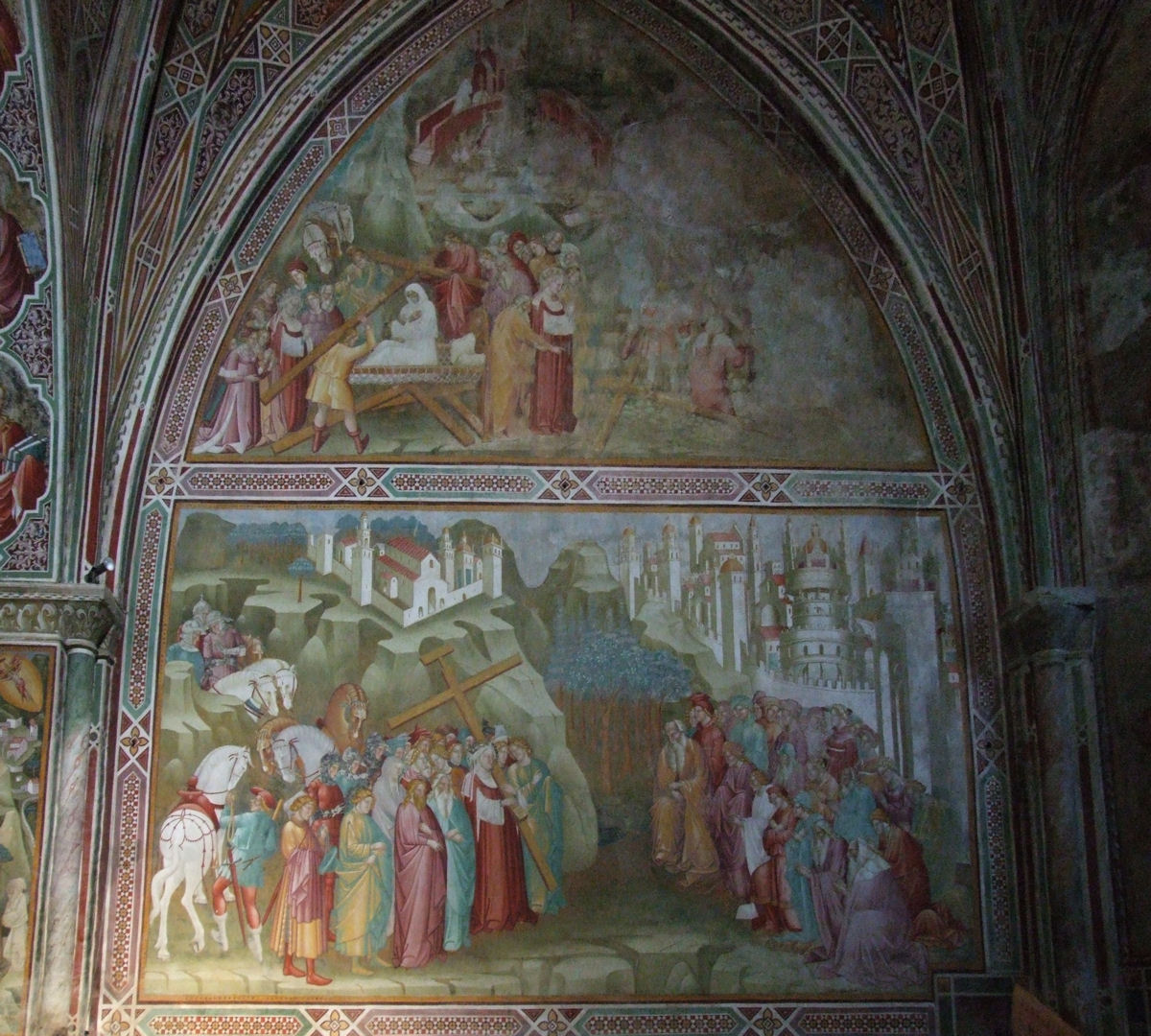
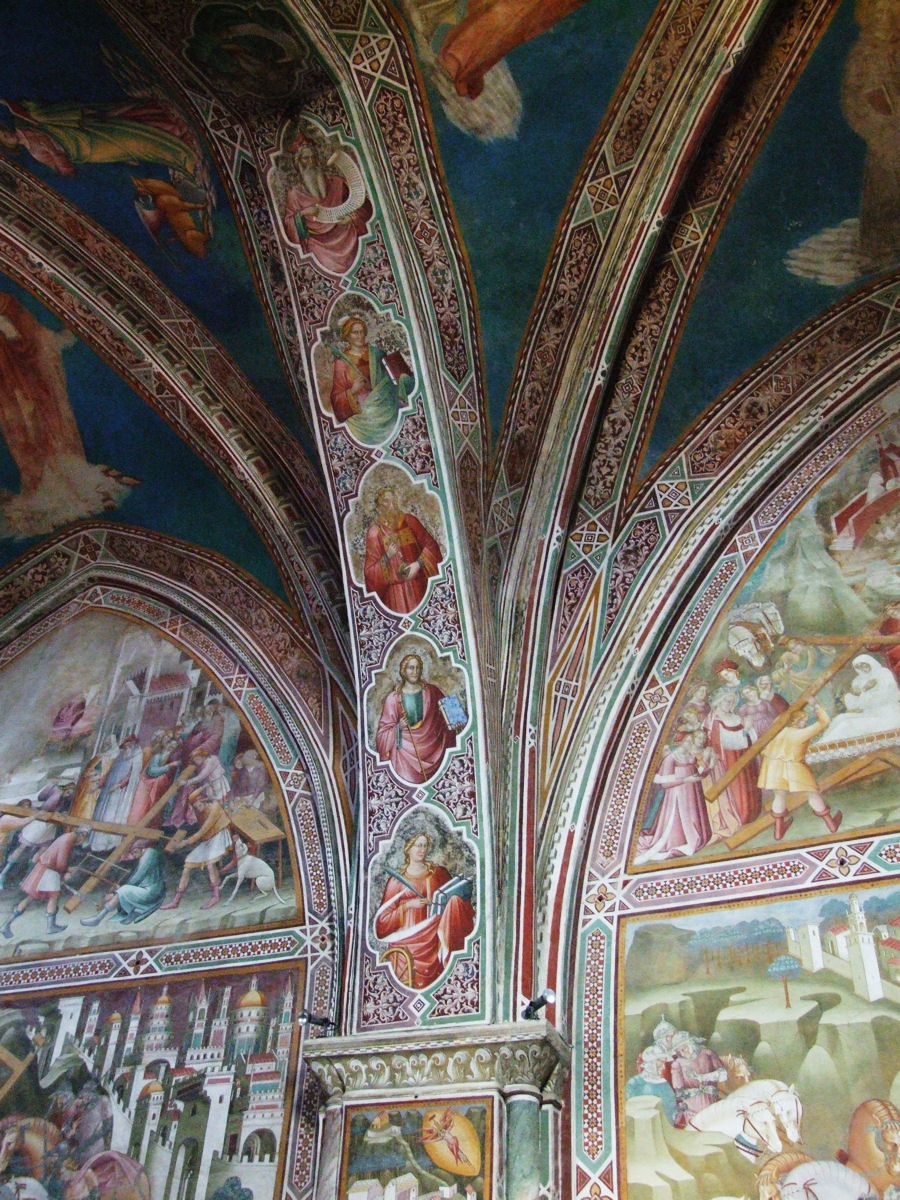
Arcata di separazione tra le due campate della Cappella con busti di santi
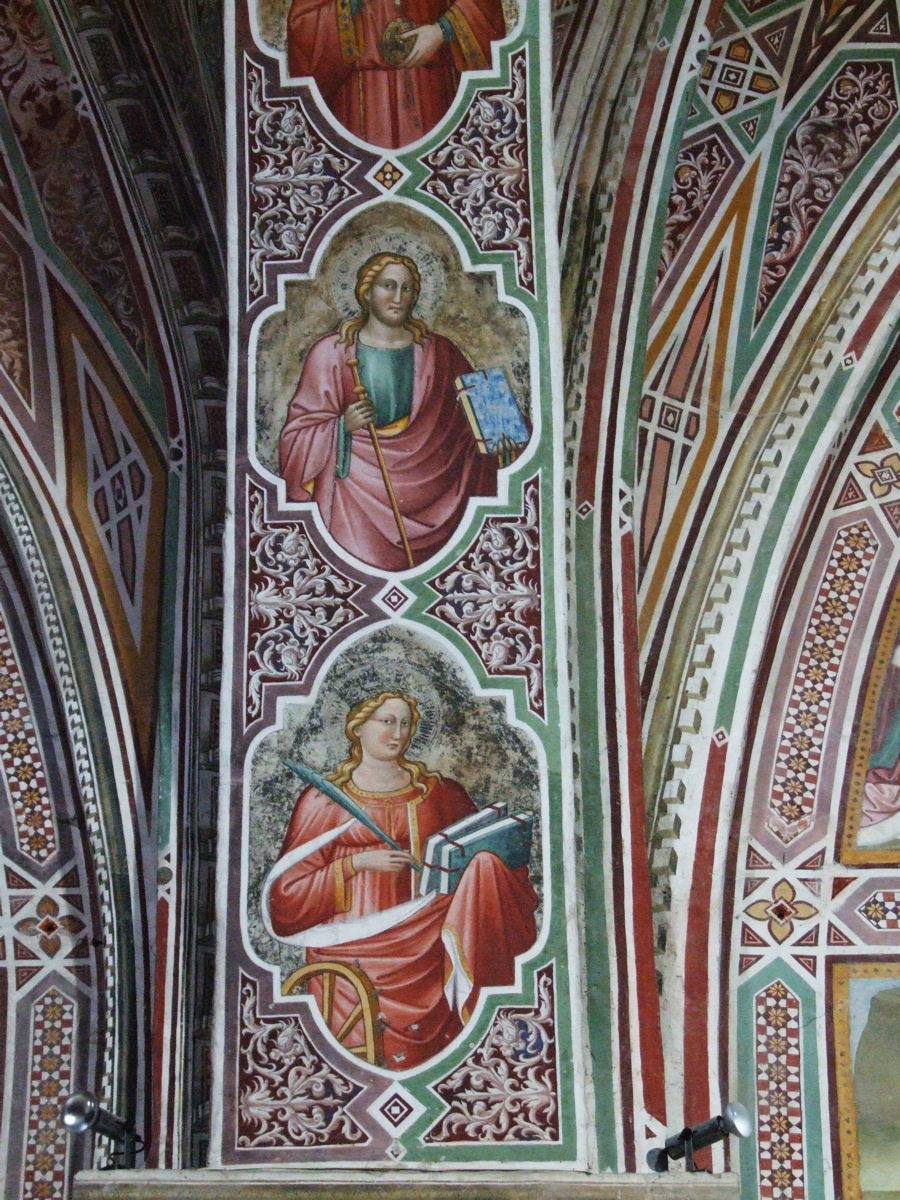
Busti di santi sull'arcata che divide le due campate della Cappella

## Ultime opere

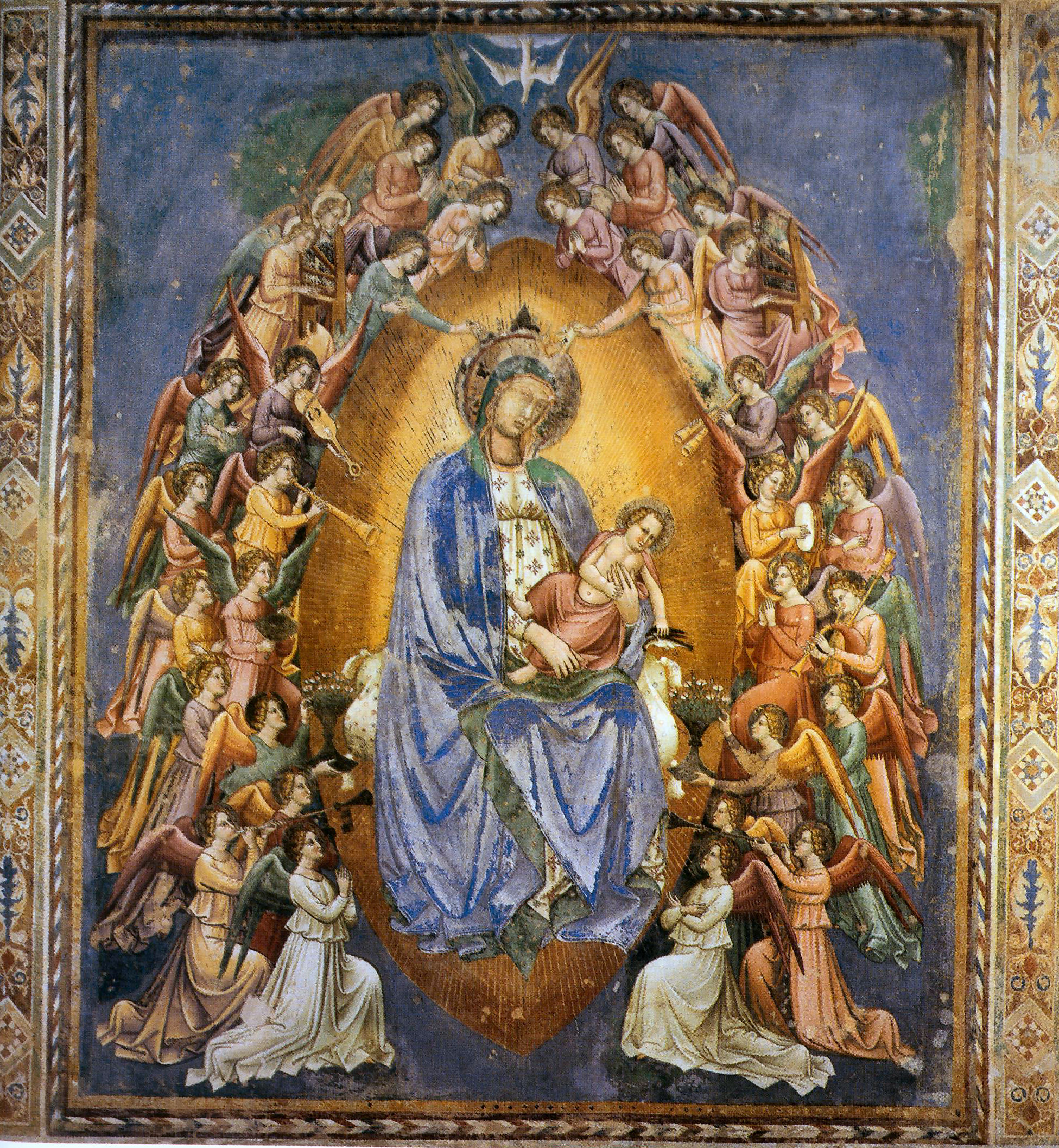
Simone Martini (volto) e Cenni di Francesco, Madonna in gloria, San Gimignano, chiesa di San Lorenzo al Ponte, 1310 e 1413

Tra le ultime opere di Cenni abbiamo un restauro di una Madonna in gloria a San Gimignano nella chiesa di San Lorenzo al Ponte, la quale era stata dipinta intorno al 1310 da Simone Martini: Cenni lasciò intatto solamente il volto e procedette alla ridipintura titale dell'opera, avvenuta nel 1413.